# Sycophila siphonodoni
Sycophila siphonodoni is een vliesvleugelig insect uit de familie Eurytomidae. De wetenschappelijke naam is voor het eerst geldig gepubliceerd in 1926 door Girault.